# Gozdów (Grzymiszew)
Gozdów – część wsi Grzymiszew w Polsce, położona w województwie wielkopolskim, w powiecie tureckim, w gminie Tuliszków.
W latach 1975–1998 Gozdków administracyjnie należał do województwa konińskiego.